# Дятлов, Артём Андреевич
Артём Андреевич Дятлов (узб. Artyom Andreyevich Dyatlov; 22 мая 1989 года, Ташкент, Узбекистан) — узбекский легкоатлет, специализирующийся на коротких дистанциях, член сборной Узбекистана. Участник Летних Олимпийских игр 2012 года.

## Карьера
С 2008 года начал выступать на международном уровне. На международном соревновании «Мемориал Гусмана Косанова» в Алма-Ате (Казахстан) занял третье место на дистанции 400 метров с барьерами с результатом 53.00 секунд. На Чемпионате мира по лёгкой атлетике среди юниоров в Быдгоще (Польша) показал результат 52.62 секунд в квалификации и не прошёл в финальную часть турнира.
В 2009 году на Азиатских играх в помещениях в Ханой (Вьетнам) на дистанции 400 метров с результатом 49.30 секунд не прошёл в финальную часть турнира. На Чемпионате Азии в Гуанчжоу (Китай) с результатом 52.53 секунд на дистанции 400 метров с/б не прошёл в финальную часть турнира.
В 2010 году на Чемпионате Узбекистана на дистанции 400 метров с/б занял первое место с результатом 52.57 секунд.
В 2012 году в Бишкеке (Кыргызстан) на международном соревновании на призы Олимпийской чемпионки — Татьяны Колпаковой занял второе место с результатом 50.25 секунд. На Чемпионате Казахстана в Алма-Ате на дистанции 400 метров с барьерами с результатом 49.78 секунд занял первое место и выполнил норматив Летних Олимпийских игр. На XXX Летних Олимпийских играх в Лондоне (Великобритания) в квалификации показал результат 51.55 с, но этого не хватило чтобы пройти в финальную часть соревнования.
В 2013 году на Чемпионате Азии по лёгкой атлетике в Пуна (Индия) с результатом 52.09 секунд на 400 метров с/б занял лишь седьмое место. В 2014 году неудачно выступил на Летних Азиатских играх в Инчхон (Республика Корея) и на Чемпионате Азии по лёгкой атлетике в помещении в Ханчжоу (Китай), где не смог пройти квалификацию.
В 2015 году принимал участие на Чемпионате Азии по лёгкой атлетике в Ухань (Китай), где снова не смог пройти квалификацию. В этом же году Артём закончил спортивную карьеру.